# Orange County Choppers

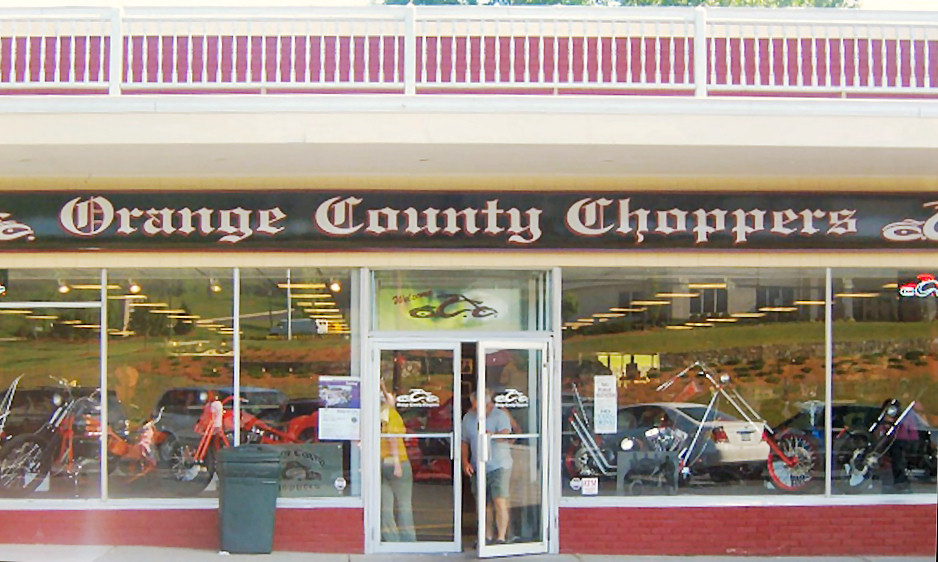
Orange County Choppers butik utanför Montgomery, New York.

Orange County Choppers (OCC) är en motorcykeltillverkare i Orange County, New York.  Familjeföretaget grundades av Paul Teutul, Sr och hans son Paul Teutul, Jr 1999. Företaget har blivit känt genom TV-programmet American chopper på Discovery Channel. TV-serien har numera flyttat till Discoverys systerkanal TLC (The Learning Channel) och Discovery HD Showcase.